# Adrigole
Adrigole (en irlandès Eadargóil, que vol dir "entre dues entrades") és una vila d'Irlanda, al comtat de Cork, a la província de Munster. Es troba a la península de Beara al centre de la cruïlla entre les carreteres regionals R572 i R574. Té una població dispersa de 450 habitants.
Adrigole és una vila dispersa aproximadament 9 kilòmetres al llarg del marge nord-oest de la badia de Bantry al sud de la Península de Beara, sobre la qual recau el turó de Cnoc Daod (687 m) amb dos llacs de roca on corre una cascada. Cnoc Daod rep el nom anglès de Hungry Hill per una novel·la de Daphne du Maurier sobre els barons minaires del coure del segle xix.

## Serveis i economia
Les principals indústries de la zona són la pesca, l'agricultura i el turisme. El poble compta amb una botiga coneguda localment com a "Peg's Shop", que també ofereix serveis postals limitats. Es troba a 10 milles de la vila de Castletownbere.